# Puerto de Somiedo
El puerto de Somiedo es un puerto de montaña situado en la cordillera Cantábrica (España) a una altitud de 1485 metros.
Comunica el Principado de Asturias con Castilla y León; concretamente, el concejo asturiano de Somiedo con el término municipal leonés de Cabrillanes.
La carretera que lo atraviesa recibe la denominación AS-227 en la vertiente asturiana y LE-495 en la leonesa.
En sus inmediaciones nacen los ríos Somiedo y Sil.